# Oostendorp
Oostendorp est un village situé dans la commune néerlandaise d'Elburg, dans la province de Gueldre.